# TV Escola
TV Escola es un canal de televisión brasileño fundado el 4 de marzo de 1996. Pertenenía al Ministerio de Educación y es operado por la Acerp a través de contrato de prestación de servicio. Es transmitido en algunas localidades de Brasil por las TVs abiertas y en todo el país por las antenas parabólicas digitales y TVs por firma. El canal es de talante público y educativo, y sirve para promover la capacitación y la actualización permanente de los profesores de Brasil.
La emisora fue creada en septiembre de 1995, saliendo al aire oficialmente el 4 de marzo de 1996. En diciembre de 2003, realizó una de las primeras transmisiones de TELE digital por IP, a través de un proyecto experimental denominado TELE Escuela Digital Interactiva (TVEDI). El canal está garantizado por ley en todas las operadoras de TELES por firma.
La TV Escola exhibe 24 horas diarias de series y programas educativos, además de producir programas específicos para los profesores, como la Sala de Profesor y el Salto al Futuro, y otros programas específicos para los alumnos, como la Hora del Enem. Los programas producidos son distribuidos gratuitamente por la internet, pudiendo el usuario asistir en línea o bajar los contenidos.
El 20 de abril de 2018, la TV Escola concluyó sus transmisiones en señal analógica en el satélite StarOne C2, pasando a contar solamente con su señal digital en el mismo satélite.

## Programas

### Producciones propias
- Hora do Enem
- Anthony Knivet - Um Olhar Aventureiro Sobre a Colonização do Brasil
- Revolta dos Cabanos
- Guerra da Independência na Bahia
- A Última Guerra do Prata
- Terra Sem Males
- Fabulosas Coleções do Seu Gonçalo
- Ideias de Canário
- De Onde Vem?
- Chico na Ilha dos Jurubebas 1 e 2
- Morte e Vida Severina
- Paulo Freire - Contemporâneo
- Rondon e os índios brasileiros
- Contos de Machado (Um Apólogo, Miss Dollar, Aurora sem Dia)
- Brasil 500 anos: Um novo mundo na TV
- Breve História das Capitais Brasileiras
- Toda Criança é Única
- Mestres da Literatura
- Patos, Asas e Balões
- Todos podem aprender a ler e escrever
- Matemática em Toda Parte 1 e 2
- Sua Escola, Nossa Escola
- Caminhos da Escola
- Geração Saúde 1 e 2
- ABC da Astronomia
- Bits e Bytes: Que mundo é esse?
- Cultura do Açúcar
- Informática e Educação
- Educadores
- Atividade
- Conhecendo Museus
- Educação Fiscal e Cidadania
- Educadores Brasileiros
- Escolhi Viver Aqui
- Fazendo Escola
- Poetas do Repente
- Ao Pé da Letra
- 500 anos: O Brasil (Colônia na TV - Império na TV - República na TV)
- Aula lá fora
- Com Ciência
- Índios no Brasil
- Esporte na Escola
- Mão na Forma
- Um Mundo de Letras
- Arte e Matemática
- Além - Mar
- Letra Viva
- Os Exploradores de Kuont
- A História do Brasil por Bóris Fausto
- Matemática na Vida Razão e Proporção
- Conversa de Professor
- Meio Ambiente e Cidadania
- Momento Brasil
- Trama do Olhar
- Uma TV Cheia de Histórias
- Viagens de Leitura
- Nossa língua portuguesa
- Paisagens Brasileiras

### Producciones licenciadas
Series
- Um Menino Muito Maluquinho (exhibido até 30 de noviembre de 2014)
- Invasão Plânkton (exhibido até 28 de noviembre de 2014 na parte da manhã e da tarde, e até 25 de Fevereiro de 2016 apenas na parte da manhã e pela TV Brasil no mesmo ano aos domingos, às 14h50)
- Punky
- O que são as coisas?
- Ecce Homo
- As Aventuras do Príncipe I-Kooo (exhibido até 28 de noviembre de 2014 na parte da manhã e da tarde, e até 25 de Fevereiro de 2016 apenas na parte da manhã)
- Tempos de Rebeldia
- Cosmos
- Deu a Louca na História (exhibido até 28 de noviembre de 2014 na parte da manhã e da tarde, e até 25 de Fevereiro de 2016 apenas na parte da manhã, porém retornou em 05 de Março de 2018)
- Louie (2009-2014)
- Teatro das Fábulas
- Descobrindo a Ciência (Exhibido em outra versão pela TV Cultura entre 18 de Maio de 2002 e 01 de Fevereiro de 2003, e pela TV Escola entre 2013 e 24 de noviembre de 2014 nas Segundas-Feiras, na parte da manhã e da tarde, retomando sua exibição de 6 de abril de 2015 até 21 de Fevereiro de 2016 na parte da noite, às 21h30)
- A História da Segunda Guerra Mundial
- A Ascensão do Dinheiro
- A Beleza dos Diagramas
- Flipos
- Animais a Sangue Frio
- Pergunte a Lara (exhibido até 27 de noviembre de 2014 nas Quintas-Feiras, na parte da manhã e da tarde, e até 24 de Fevereiro de 2016 apenas na parte da manhã)
- Terra, Suor e Trabalho: A História da Agricultura no Reino Unido
- Viajando aos Extremos
- A Vida das Aves
- Juro que vi
- O Poder do Planeta
- Uma Janela para a América Latina
- Mouk
- Contraptus
- Os Cupins

Documentales
- Nascidos em Bordéis
- Apenas o Começo
- Ônibus 174
- Chomsky e Cia
- Homem/Mulher: Duas Histórias
- Eu, Estranho Personagem
- Santos Dumont - O Homem Pode Voar
- Arquitetura da Destruição
- Tesla, Mestre dos Raios
- Pássaros Mortos
- Defamação
- Pequenos Tormentos da Vida
- A Cor do Som
- Cataratas do Iguaçu
- Machado do Brasil
- O Velho Aquecedor
- Neste Chão Tudo Dá

## Premios
Premios en que el canal ganó
- Dragón de Plata del II Festival Internacional de la Película Científica de Beijin (China) para Arte y Matemática - Episodio: "Orden en el Caos" en la categoría Programas para la Juventud (2003)[7]
- Premio SBGames en la categoría Serious Juego para Chico en la Isla de los Jurubebas (2014)
- 7ª edición del Festival ComKids - Prix Jeunesse Iberoamericano - Categoría Interactividad para Chico en la Isla de los Jurubebas (2015)

Premios en que el canal fue nominado
- Premios TAL - Categoría Producción Educativa Infantil para Los Exploradores de Kuont (2014)
- Premios TAL - Categoría Producción Interactiva para Los Exploradores de Kuont (2014)
- Premios TAL - Categoría Producción Unitaria para Un Apólogo (2014)
- Premios TAL - Categoría Mejor Contenido Educativo para La Última Guerra del Plata (2015)
- Premios TAL - Categoría Mejor Serie Infantil para Fabulosas Colecciones de su Gonçalo (2016)
- Premios TAL - Categoría Mejor Contenido Educativo para Anthony Knivet - Un Mirar Aventureiro sobre la Colonización de Brasil (2016)